# Alouatta seniculus
Alouatta seniculus là một loài động vật thuộc họ Atelidae Nam Mỹ, một loài khỉ Tân thế giới. Chúng sinh sống ở phía tây lưu vực Amazon ở Venezuela, Colombia, Ecuador, Peru, Bolivia và Brasil. Số sinh sống ở Santa Cruz Departmento ở Bolivia được tách ra thành một loài riêng là Alouatta sara vào năm 1985.

## Hình ảnh

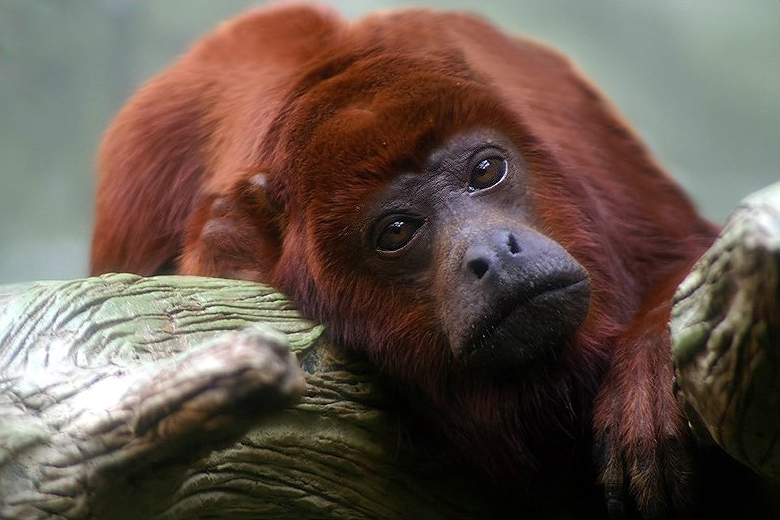
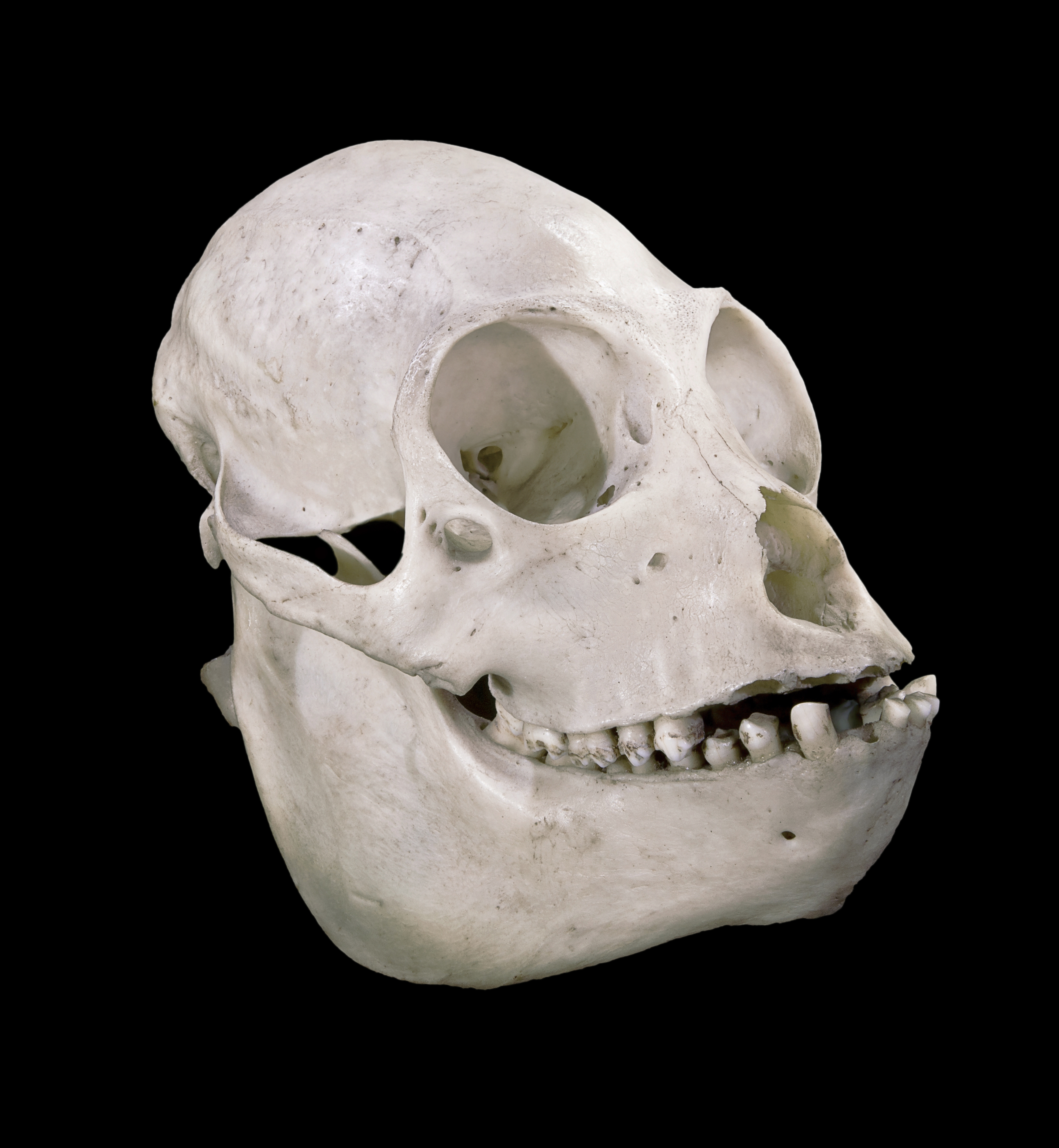
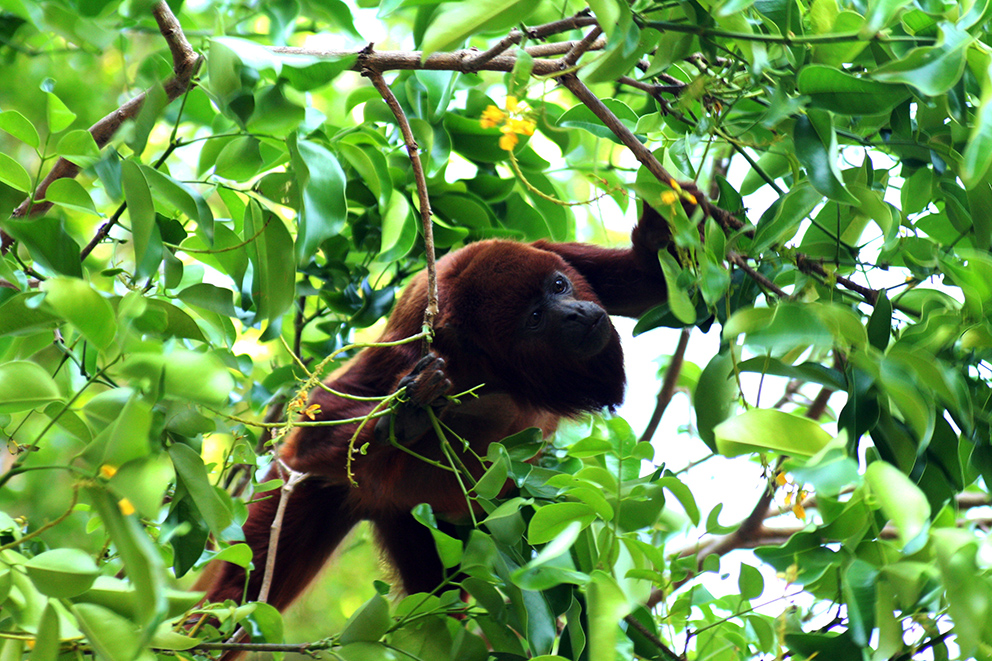